# Steinsbüscher Hof

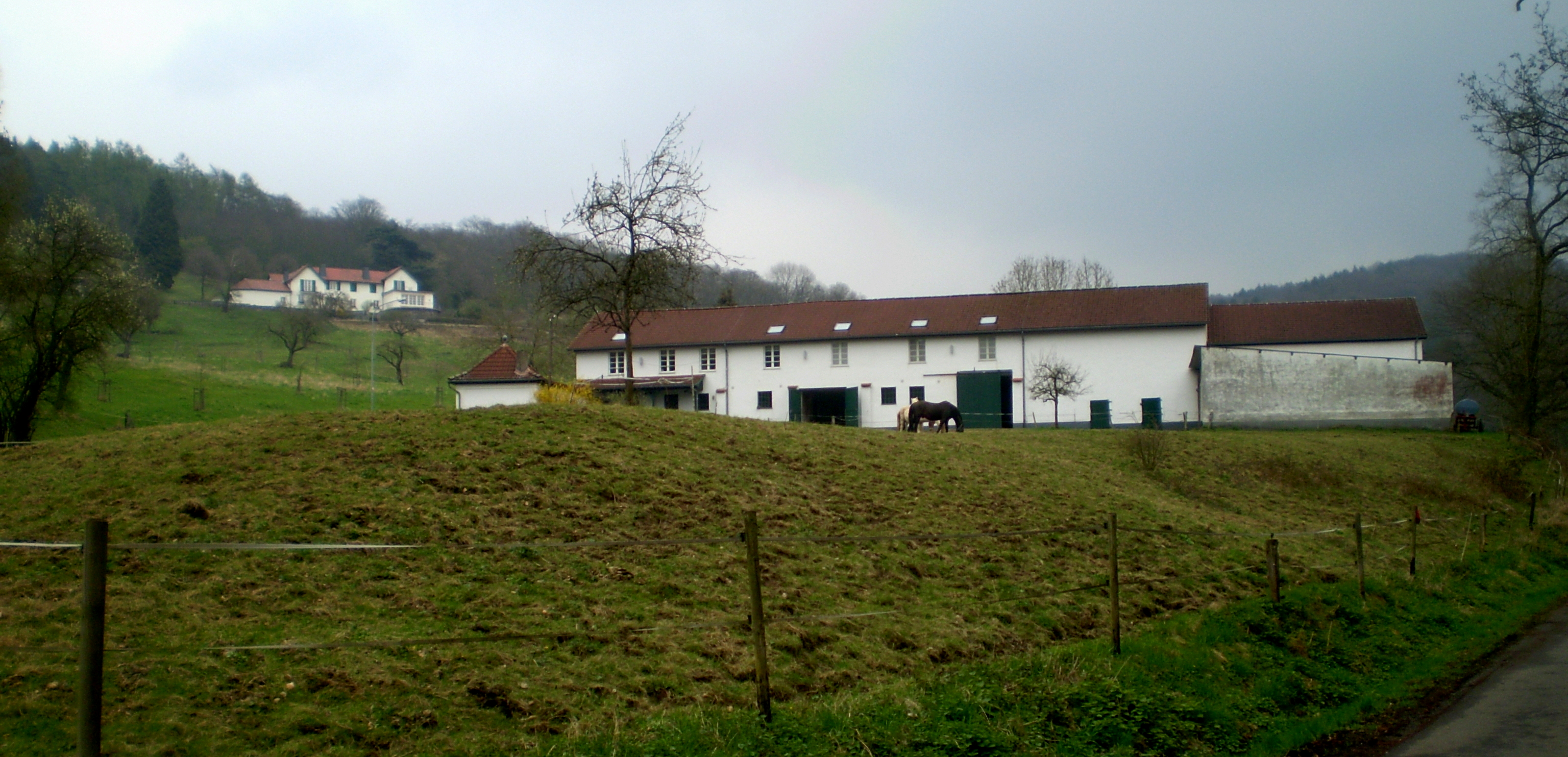
Steinsbüscher Hof, links oben das Hauptgebäude (2012)

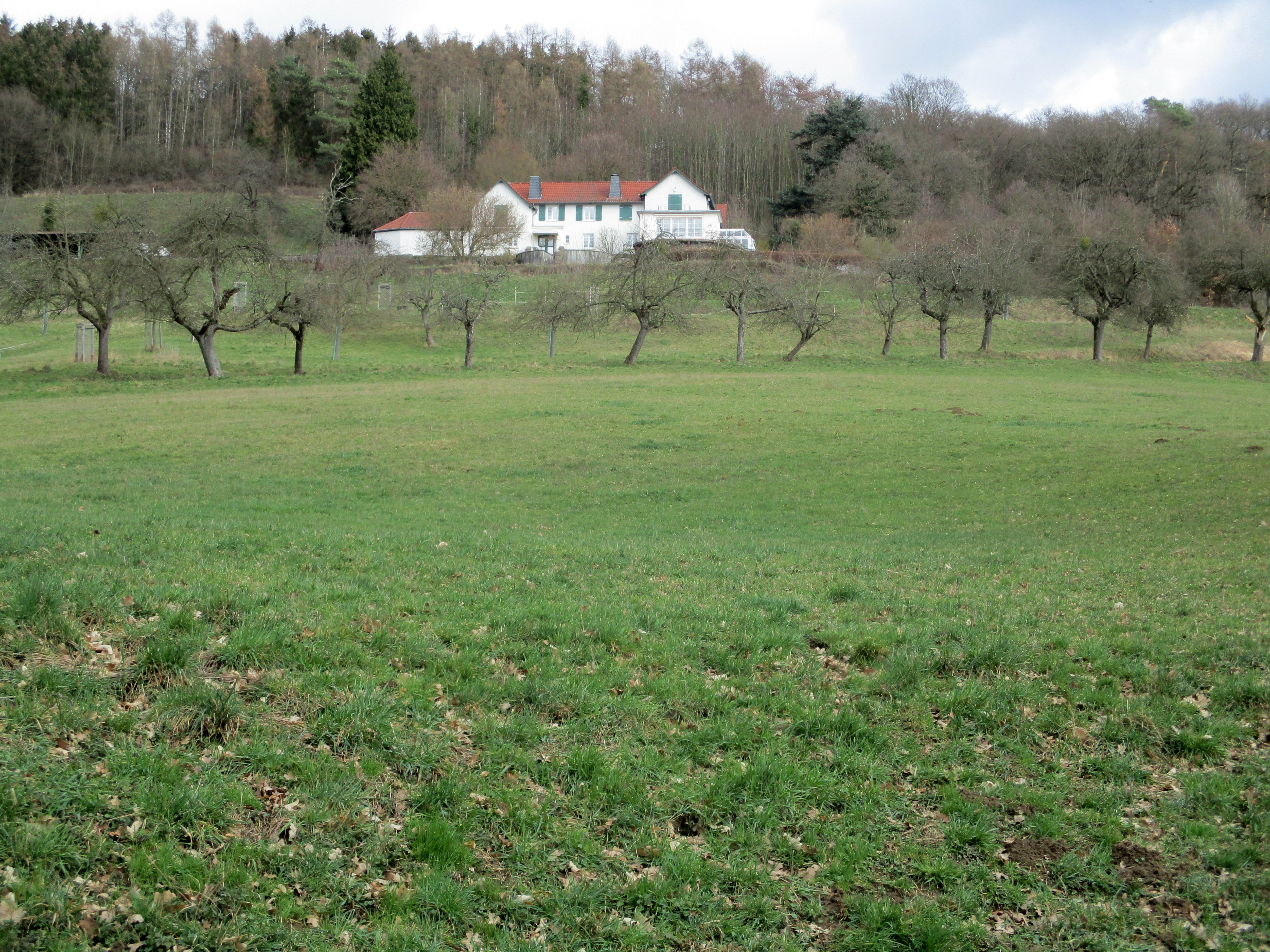
Hauptgebäude des Steinsbüscher Hofs (2019)

Der Steinsbüscher Hof ist ein Gehöft in Bad Honnef, einer Stadt im nordrhein-westfälischen Rhein-Sieg-Kreis.
Der Hof liegt nordöstlich von Selhof in Hanglage am Waldrand auf 140 m ü. NHN nahe dem unteren Eingang des Mucher Wiesentals, das von Bad Honnef aus in die südlich an das Siebengebirge anschließenden Berge des Rheinwesterwälder Vulkanrückens hinaufführt. Vom Mucherwiesenweg führt eine etwa 400 m lange Zufahrtsstraße zum Hof. Auf dieser verläuft auch der unterhalb des Hofs von ihr abzweigende Servatiusweg, der bei Aegidienberg an der Servatiuskapelle endet.
Der Steinsbüscher Hof geht auf ein Haus zurück, das dort 1591 von einem Amtmann des Amtes Löwenburg errichtet wurde. Bereits ab 1594 gehörte es einem Junker Metternich, der bzw. dessen Nachkommen das Haus spätestens bis 1678 zu einem Hof ausgebaut hatten. Zu ihm gehörte ein Weingarten mit einer Fläche von dreieinviertel Morgen. Die damalige Bezeichnung des Hofs bzw. des umliegenden Flurstücks lautete Ahm Steinbusch. 1682 bzw. 1706/1707 war der Hof verpachtet, 1746 gehörte er zu den im Rahmen einer sogenannten „Kellervisitation“ im Kirchspiel Honnef aufgesuchten Winzerhöfen. 1751 wurde er in das Unterpfand der Jesuiten gestellt, in deren Besitz der Hof auf diese Weise 1766 überging. Unter der Pächterin Rungen (bis 1837) gehörte zum Hof eine Fläche von 49 Morgen. 
Im Zuge der Säkularisation in den rechtsrheinischen Gebieten ab 1803 fiel der Steinsbüscher Hof von den Jesuiten 1815 an den preußischen Staat und wurde 1835 für 1.310 Reichstaler verkauft. 1885 zählte der Wohnplatz Steinsbüscherhof sechs Einwohner in einem Gebäude, bei dem es sich um einen Bruchsteinbau handelte. Bis Anfang des 20. Jahrhunderts wurde er noch als Bauernhof mit Schweinezucht und Milchwirtschaft genutzt, in den 1920er-Jahren endete der zu wirtschaftlichen Zwecken betriebene Obstanbau. Um 1920 kamen am Mucherwiesenweg unterhalb des ursprünglichen Hofes Reitställe hinzu. Seinerzeit gehörte zum Hof auch der nördlich davon auf gleicher Höhe gelegene Sonderbusch. 1926 wurde der bisherige Feldweg von der Schmelztalstraße aus zum Steinsbüscher Hof als Notstandsarbeit zu einer Straße ausgebaut. Zum Ende des Zweiten Weltkrieges hin erlitt der Hof im März 1945 schwere Schäden und wurde später als Villa in Formen niederrheinischer Architektur wiederaufgebaut. In den 1990er-Jahren erfolgte eine Restaurierung des Hofes, seit 2006 dient er als Schönheitsklinik.